# دانيال نوبوا
دانيال روي غيلكريست نوبوا أثين (بالإسبانية: Daniel Roy Gilchrist Noboa Azín)‏ (وُلِد في 30 نوفمبر 1987-)، هو سياسي ورجل أعمال إكوادوري يشغل منصب الرئيس الثامن والأربعين والحالي لجمهورية الإكوادور منذ عام 2023. تولّى منصبه لأول مرة في سن الخامسة والثلاثين، مما جعله ثاني أصغر رئيس في تاريخ البلاد بعد خوان خوسيه فلوريس، وأصغر رئيس يتم انتخابه عبر صناديق الاقتراع.
شغل نوبوا عضوية الجمعية الوطنية في الإكوادور من عام 2021 حتى عام 2023، حين تم حل الجمعية الوطنية عقب تفعيل آلية "الموت المتقاطع" الدستورية من قبل الرئيس غويلرمو لاسو. عمل نوبوا قبل خوضه غمار السياسة في عدة مناصب داخل شركة "نوبوا كوربوريشن"، وهي شركة تصدير أسسها والده ألفارو نوبوا [الإنجليزية]، الملياردير الذي خاض الانتخابات الرئاسية في الإكوادور خمس مرات دون أن يحقق الفوز. وغالبًا ما يُنظر إلى دانيال نوبوا بوصفه الوريث المحتمل لإمبراطورية والده التجارية.
في مايو 2023، أعلن نوبوا ترشحه للانتخابات الرئاسية المبكرة ممثلًا لحزب "العمل الوطني الديمقراطي". وبالرغم من تدني حظوظه في استطلاعات الرأي، تمكّن من التأهل إلى الجولة الثانية التي أُجريت في أكتوبر، حيث واجه المرشحة لويسا غونثاليث [الإنجليزية]. وفاز نوبوا بنحو 52% من الأصوات، متغلبًا عليها في 15 أكتوبر 2023. وفي الانتخابات الرئاسية لعام 2025، أُعيد انتخابه لولاية كاملة مدتها أربع سنوات، محققًا فوزًا جديدًا على غونثاليث بفارق أكبر من المرة السابقة.

## النشأة والتعليم
وُلِد دانيال روي غيلكريست نوبوا أثين في ميامي، ولاية فلوريدا، الولايات المتحدة الأمريكية، في 30 نوفمبر 1987، ونشأ في مدينة غواياكيل. وهو نجل رجل الأعمال الإكوادوري ألفارو نوبوا [الإنجليزية]، والطبيبة الإكوادورية أنابيلا أثين.
تخرج نوبوا في عام 2010 من كلية ستيرن لإدارة الأعمال بجامعة نيويورك، ثم حصل لاحقًا على درجة الماجستير في إدارة الأعمال من كلية كيلوغ للإدارة بجامعة نورثويسترن في إيفانستون، ولاية إلينوي. كما درس في جامعة هارفارد عام 2020.
وفي عام 2022، نال درجة الماجستير في الاتصال السياسي والحوكمة الاستراتيجية من جامعة جورج واشنطن، تحت إشراف البروفيسور روبرتو إيزورييتا [الإنجليزية]، الذي يشغل حاليًا منصب السكرتير الصحفي لنوبوا.

## مسيرته السياسية

### الجمعية الوطنية
انتُخب نوبوا إلى عضوية الجمعية الوطنية في الانتخابات التشريعية لعام 2021، ممثلًا سانتا إيلينا باسم الحركة السياسية الإكوادورية المتحدة. ونُصب في 14 مايو من نفس العام. وتعين في الشهر ذاته رئيسًا للجنة التنمية الاقتصادية. وُصفت أيديولوجيته السياسية بأنها تتبع الوسطية ويمين الوسط على حد سواء.
كان نوبوا غائبًا أثناء محاكمة عزل الرئيس لاسو، لكن أحد مفوضيه صوت بالإيجاب. وفي مارس 2023، دعم بروتوكول مويرت كروزادا، ردًا على رفض وإحالة قانون الاستثمار الذي طرحته حكومة غيليرمو لاسو. وفي 17 مايو 2023، احتكم لاسو إلى بروتوكول مويرت كروزادا، وحل الجمعية الوطنية فانتهت بذلك فترة عضوية نوبوا فيها.

### الحملة الرئاسية 2023
وفي مايو 2023، ومع حل البرلمان في خضم الأزمة السياسية، أعلن عن ترشحه للمنافسة في الانتخابات الرئاسية، من خلال حركة العمل الوطني الديمقراطي، وبدعم من حركتي الشعب والمساواة والديمقراطية، وموفر. كانت منافِسته في الانتخابات سيدة الأعمال فيرونيكا أباد روخاس. تبنت فيرونيكا أباد «مواقف ليبرالية رجعية ومحافظة متطرفة بشكل علني». ركزت حملته على خلق فرص العمل وفرض الحوافز الضريبية على الشركات الناشئة وزيادة الأحكام الجنائية على المتهربين من الضرائب. تعهد أيضًا بتحسين نظام العدالة في البلاد وسط تزايد العنف.
اتبعت حملته الانتخابية نمطًا تقليديًا، إذ اعتمدت على مؤسسة غروبو نوبوا للرعاية الاجتماعية التي أسسها والداه، بالإضافة إلى علاقاته المكتسبة من رئاسته للجنة التنمية الاقتصادية.
وفي استفتاءين أُجريا في يوليو، حصل على نسبة 6.4% و3.1%. وحصل نوبوا في مطلع أغسطس على 2.5% و3.7%. وفي استطلاع للرأي أُجري قبل أسبوع من الانتخابات، حصل على نسبة 3.3%.
وفي 20 أغسطس، جمع نوبوا 23.47% من الأصوات الفعلية وتقدم إلى الجولة الثانية والحاسمة المقررة في 15 أكتوبر، في مواجهة لويزا غونزالس. كان حصوله على المركز الثاني مفاجئًا، وعزا البعض ارتفاع شعبيته إلى أدائه في المناظرة. ونسب نوبوا الفضل إلى قاعدة الناخبين الشباب في فوزه.
وفي الجولة الثانية، انتُخب نوبوا بحصده 52% من الأصوات. وكان بانتخابه في سن الخامسة والثلاثين أصغر رئيس في تاريخ الإكوادور (وثاني أصغر رئيس دولة في العالم، وأصغر رئيس دولة منتخب ديمقراطيًا في العالم)، متغلبًا على الرقم القياسي لخايمي رولدوس أغيليرا الذي نُصب في سن الثامنة والثلاثين عام 1979. وتقدم نوبوا عقب فوزه بالشكر للناخبين على إيمانهم «بمشروع سياسي جديد، مشروع سياسي شاب، مشروع سياسي يكتنفه التحدي». وتعهد «بإعادة السلام إلى البلاد، وتوفير التعليم للشباب مرة أخرى، وتوفير فرص عمل للعديد من الأشخاص الذين يبحثون عنه». وقبل توليه المنصب، سافر نوبوا إلى الولايات المتحدة وأوروبا للبحث عن المستثمرين والمقرضين من أجل مساعدة البلاد في أزمة الديون. والتقى خلال زيارته إلى العاصمة واشنطن مسؤولين من البنك الدولي وصندوق النقد الدولي ومنظمة الدول الأمريكية. وفي 17 أكتوبر، زار نوبوا القصر الرئاسي للقاء الرئيس المنتهية ولايته غيليرمو لاسو.

### الرئاسة (2023 – الوقت الراهن)
نُصب نوبوا رئيسًا في 23 نوفمبر 2023، فكان أصغر من تولى هذا المنصب في البلاد بعد فوزه في انتخابات شعبية. كان رئيس كولومبيا، غوستافو بيترو، الوحيد الذي حضر حفل تنصيبه من رؤساء الدول الأجنبية. واستمر خطاب تنصيبه سبع دقائق، انتقد فيه «النماذج القديمة» في الجمعية الوطنية. ونظرًا لأن نوبوا انتُخب في انتخابات مبكرة، فلم يكن أمامه عند تنصيبه سوى 18 شهرًا ليحكم ويكمل ما تبقى من فترة ولاية لاسو قبل انتهاءها بشكل طبيعي وإجراء الانتخابات التالية المقررة في 2025.
وتعهد نوبوا بعد ساعات من توليه المنصب بإجراء إصلاحات للحد من العنف وخلق فرص عمل في البلاد، على الرغم من أنه لم يكن قد عين وزيرًا للمالية بعد. وأعلن في البداية أنه سيعين الخبيرة الاقتصادية ساريها مويا وزيرةً للمالية، لكنه، بدلًا من ذلك، وضعها في قيادة الأمانة العامة للتخطيط في البلاد. وأدى العديد من أعضاء الحكومة التي سماها الرئيس، اليمين في 23 نوفمبر 2023 بمن فيهم إيفون نونيز التي أصبحت وزيرة العمل.
وبعد يومين في ولايته، أمر وزارة الداخلية بإلغاء لائحة استهلاك المخدرات، إذ اعتقد أنها تشجع على «الاتجار الجزئي». وأصدر في الوقت نفسه تعليمات إلى وزارتي الداخلية والصحة بتشكيل برامج من أجل الحد من استهلاك المواد المخدرة وتوفير العلاج لمتعاطي المخدرات. وفي خلاف مع نائبته، فيرونيكا أباد، منذ الأيام الأولى لولايته، قرر إبعادها بتعيينها «معاونة للسلام» بين إسرائيل والفلسطينيين، على أن تنفذ هذه المهمة من السفارة الإكوادورية في تل أبيب. وأعلن في الوقت نفسه عن إعادة تنظيم مكتب نيابة الجمهورية بهدف تقليص صلاحياته. واتهمته فيرونيكا أباد بإرسالها «لتموت في الحرب». وفي محاولة للحد من الاكتظاظ، اقترح نوبوا ترحيل 1,500 معتقل أجنبي مسجونين في الإكوادور في 15 ديسمبر. وقال أيضًا إنه سيفكر في بناء سجنين شديدي الحراسة، مستمدًا هذه الفكرة من السلفادور. وفي اليوم نفسه، أعلن نوبوا أنه سيسعى إلى خفض مليار دولار من الإنفاق الحكومي، وزيادة الإيرادات من خلال احتياطيات الذهب البالغ قيمتها نحو 300 مليون دولار.
ألقى نوبوا كلمة أمام مجلس الأمن التابع للأمم المتحدة في 9 ديسمبر، مسلطًا الضوء على أنشطة العصابات الإجرامية والأمن العام باعتبارهما أولوية قصوى. وفي 10 ديسمبر 2023، حضر نوبوا حفل تنصيب الرئيس الأرجنتيني خافيير مايلي. وعلى هامش هذا الحفل، التقى نوبوا بالرئيس الأوكراني فلاديمير زيلينسكي، الذي أشاد به على موقفه من الغزو الروسي. وناقش الاثنان إمكانية توسيع العلاقات الثنائية، وخاصة فيما يتعلق بالأمن والتجارة. ودعاه زيلينسكي أيضًا لزيارة أوكرانيا.